# Dennis Snee
Dennis Snee, né le 11 avril 1951 à Pittsburgh et mort le 1er juillet 2019 à Simi Valley, est un scénariste et producteur américain. Il est principalement connu pour son travail sur les séries télévisées Solid Gold et La Maison en folie, ainsi que sur l'émission The Late Show.

## Filmographie

### Scénariste

#### Pourles Simpson
| Année | Titre               | Titre original | Saison | Épisode | Réalisateur  |
| ----- | ------------------- | -------------- | ------ | ------- | ------------ |
| 2003  | Pour l'amour d'Edna | Special Edna   | 14     | 7       | Bob Anderson |

#### Autre
- 1980-1988 : Solid Gold (80 épisodes)
- 1983 : The Rodney Dangerfield Special: I Can't Take It No More
- 1985 : Rodney Dangerfield: Exposed
- 1986 : À fond la fac
- 1986-1988 : The Late Show (17 épisodes)
- 1990 : Mr. Belvedere (2 épisodes)
- 1991 : La Vie de famille (1 épisode)
- 1993 : In Living Color (15 épisodes)
- 1993-1995 : La Maison en folie (8 épisodes)
- 1996-1997 : Les Frères Wayans (2 épisodes)
- 1999 : Troisième planète après le Soleil (1 épisode)

### Producteur
- 1993-1995 : La Maison en folie (50 épisodes)